# Malpasito (Tabasco)
Malpasito es una localidad del municipio de Huimanguillo ubicado en la subregión de la Chontalpa del estado mexicano de Tabasco.

## Geografía
La localidad de Malpasito se sitúa en las coordenadas geográficas 17°20′45″N 93°35′29″O / 17.345833, -93.591389, a una elevación de 147 metros sobre el nivel del mar.

## Demografía
Según el Conteo de Población y Vivienda 2020, efectuado por el Instituto Nacional de Estadística y Geografía, la localidad de Malpasito tiene 459 habitantes, de los cuales 232 son del sexo masculino y 227 del sexo femenino. Su tasa de fecundidad es de 2.78 hijos por mujer y tiene 114 viviendas particulares habitadas.
| Gráfica de evolución demográfica de Malpasito entre 1970 y 2020 |
|                                                                 |
| INEGI.                                                          |